# ボーマルシェ大通り

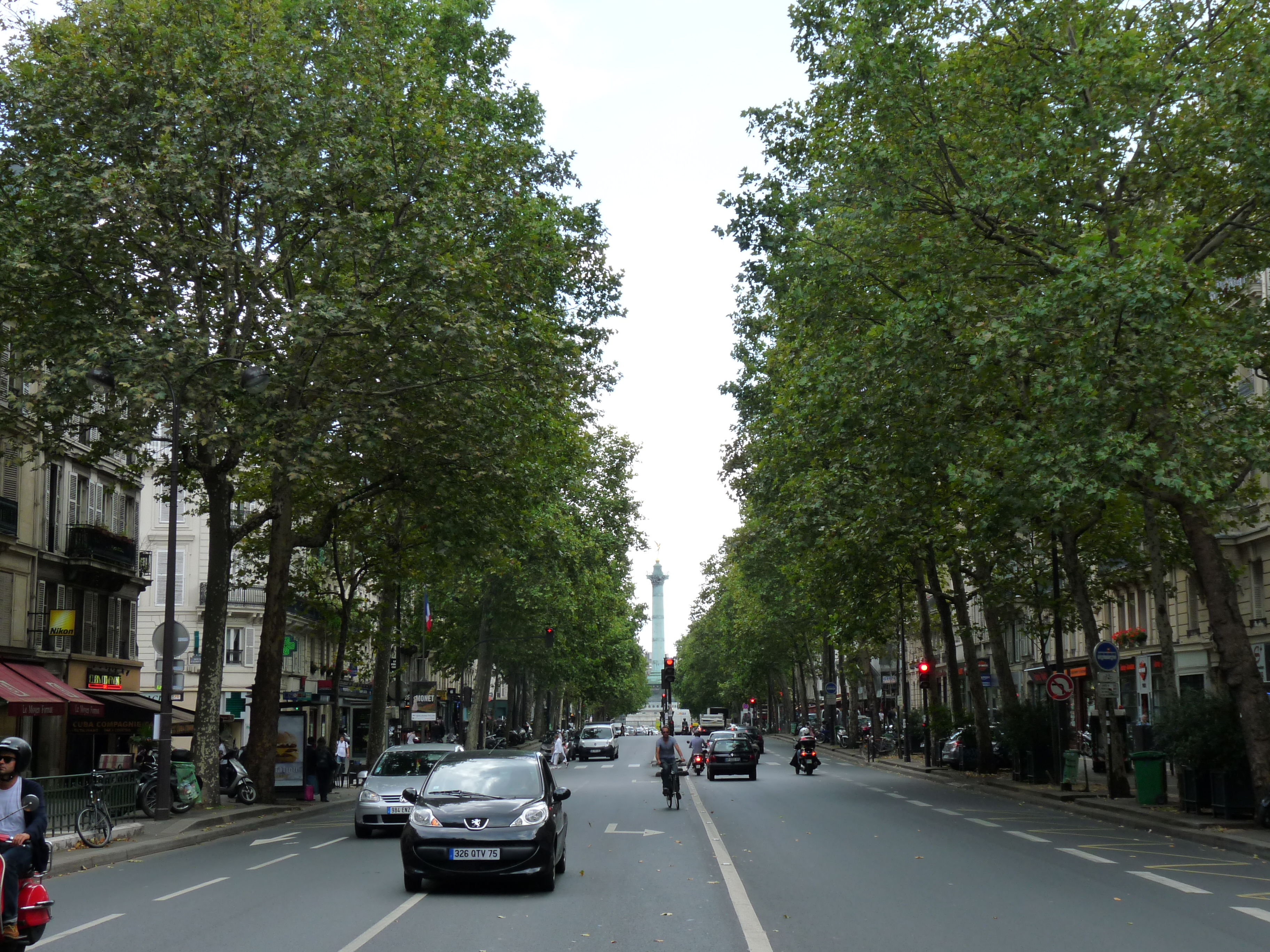
バスティーユ広場に向かってみるボーマルシェ大通り。七月革命記念柱が見える。

ボーマルシェ大通り（ボーマルシェおおどおり、フランス語: Le boulevard Beaumarchais）は、フランス・パリの3区、4区と、11区との境目を走る大通り（ブールバール）である。3区・4区マレ地区の東端を南北に走る通り。

## データ

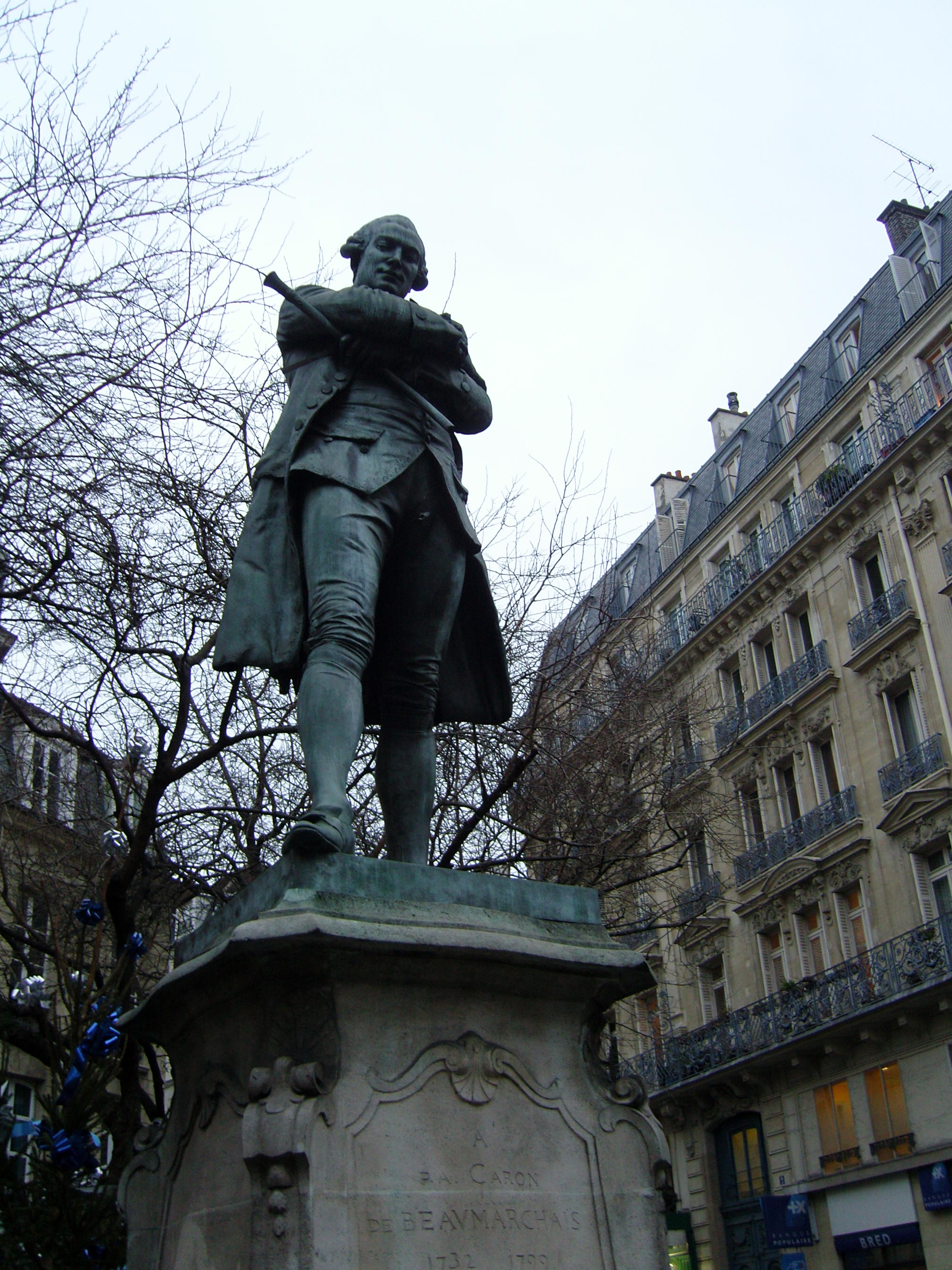
ボーマルシェの像。トゥルネル街とサン＝タントワーヌ街の交差点にある。

- 地区 : 3区、4区、11区
- 起点 : バスティーユ広場
- 終点 : ポントシュー街（フランス語版）、サン＝セバスティアン街（フランス語版）交差点
- 長さ : 750メートル
- 幅 : 35メートル
- 敷設年 : 1670年

## 区域
このパリの大通りは、パリ4区のラ・バスティーユ街の一角を起点に、11区のリシャール＝ルノワール大通りへと続き、3区のポントシュー街、11区のサン＝セバスティアン街の交差点へとつづく道路である。バスティーユ広場からフィーユ＝デュ＝カルヴェール大通りまでをその領域とする。
起点のバスティーユ広場には、七月革命記念柱があり、そこから同大通りに並んで放射線状に北へ向かうリシャール＝ルノワール大通りの起点には、バスティーユ市場がある。すぐ西側に広がるル・マレには、ヴォージュ広場やヴィクトル・ユーゴー記念館があり、西側を北上すればサン＝ドゥニ・デュ・サン＝サクルマン教会があるが、いずれも通りには面していない。
パリメトロ8号線のシュマン・ヴェール駅 (メトロ)を出ると、同大通りの西側に沿って、カメラ屋やオーディオの専門店街が立ち並び、中古カメラ屋の店先には、ライカやローライの写真機、中判カメラ等が展示販売されている。

## 略歴
この並木道は、17世紀、1670年6月7日の王令によって、シャルル五世の城壁の破壊ののちに、建設されたものである。同大通りは、Le cours の名で呼ばれ、さらには、「サン＝タントワーヌ大通り」（boulevard Saint-Antoine）あるいは「サン＝タントワーヌ門大通り」（boulevard de la Porte Saint-Antoine）とも呼ばれた。

## おもな施設
- 2番地 - メトロバスティーユ駅のエクトール・ギマール出入り口。かつてリヨン通りないしリヨン街（フランス語版）にあり、オペラ・バスティーユ建築の際に移転されたものである。1978年（昭和53年）にフランス史跡（フランス語版）に指定された[2]。
- 23番地 - サゴンヌ館（フランス語版）（マンサール館とも）が庭園とともに存する。同大通りの名が捧げられているカロン・ド・ボーマルシェの邸宅は、リシャール＝ルノワール大通りとボーマルシェ大通りの交差点に位置した。
- 28番地 - ブーランジュリ＝パティスリ・ボーマルシェ（フランス語版）がある。フランス史跡指定[3].。
- 96番地 - 死刑執行人（ムッシュ・ド・パリ）のジャン＝フランソワ・ヘイデンレイシュ住居跡。
- 111番地 - 通り3区側に、ブティックないし雑貨店の「メルシー (Merci) 」がある。サントノーレ通りの「コレット (Colette) 」等と共に、パリで有名なセレクトショップ。

## アクセス
- シュマン・ヴェール駅 (メトロ)（フランス語版） -  8号線
- バスティーユ駅 -   1号線 /  5号線 /  8号線
- サンセバスチャン＝フロワサール駅 (メトロ)（フランス語版） -  8号線